# Старый Тукмак
Старый Тукмак (баш. Иҫке Туҡмак), Старо-Тукмак, Тукмак-Бабкино — упразднённая деревня Благоварского района Башкирской АССР.  

## География
Находилась на северо-восточной окраине Бугульминско-Белебеевской возвышенности, по левобережью р. Каранка.

### Географическое положение
Расстояние, по данным на 1 января 1969 года, на 1 июля 1972 года:
- районного центра (Языково): 7 км,
- центра сельсовета (Языково): 7 км,
- ближайшей ж/д станции (Благовар): 21 км.

## История
До установления советской власти входила в Новосёловскую волость. К 1939 году входил в Коб-Покровский сельсовет (центр — деревня Коб-Покровка).
На 1 января 1969 года, на 1 июля 1972 года входила в Языковский сельсовет, проживали русские.

## Население
По переписи 1939 года проживали 226 человек, из них 100 мужчин и 126 женщин.
На 1 января 1969 года — 67 человек. Основная нация — русские.

## Инфраструктура
Жители работали в совхозе имени БашЦИК.

## Транспорт
Находилась у магистральной автодороги, современной федеральной трассы «Челябинск-Уфа-Самара» (М-5 "Урал").